# Sam Peckinpah
Sam Peckinpah (21. února 1925 – 28. prosince 1984) byl americký filmový režisér a scenárista. Věnoval se převážně westernovým filmům. 

## Život
Před zahájením filmové kariéry pracoval na několika televizních seriálech.
Svůj první, nazvaný Kumpáni smrti, natočil v roce 1961. Později následovalo několik dalších snímků, včetně Divoká banda (1969) a Pat Garrett a Billy Kid (1973). Mimo westerny vytvořil i některé úspěšné thrillery jako například kontroverzní Strašáky (1971) či akční Útěk (1972) a válečný snímek Železný kříž vyprávěný z pohledu nacistů.
Krátce před svou smrtí natočil videoklipy ke dvěma písním Juliana Lennona: „Valotte“ a „Too Late for Goodbyes“. 

## Filmografie
- Kumpáni smrti (1961)
- Jízda vysočinou (1962)
- Major Dundee (1965)
- Divoká banda (1969)
- Balada o Cable Hogueovi (1970)
- Strašáci (1971)
- Útěk (1972)
- Junior Bonner (1972)
- Pat Garrett a Billy Kid (1973)
- Přineste mi hlavu Alfreda Garcii (1974)
- Zabijácká elita (1975)
- Železný kříž (1977)
- Konvoj (1978)
- Ten, co nosí smůlu (1982) (film dokončil po svém učiteli Donu Siegelovi, neuveden v titulcích)
- Vražedný víkend (1983)